# Colchicin

Colchicin, C22H25NO6, är en alkaloid, en komplicerad kvävehaltig organisk förening, som kan erhållas ur underjordiska stamdelar hos hösttidlösan (Colchicum autumnale).

## Egenskaper
Föreningen är ett starkt gift, varav ca 20 mg (motsvarande fem frön från hösttidlösan) kan döda en vuxen människa.
Flera experiment har visat att biosyntesen av colchicin innefattar aminosyrorna fenylalanin och tyrosin som prekursorer. Dopning av Colchicum autumnale med den radioaktiva aminosyran, tyrosin-2-C14, orsakade att den senare delvis införlivas i ringsystemet med colchicin. Absorption av radioaktivt fenylalanin-2-C14 från Colchicum byzantinum, en annan växt av Colchicaceae-familjen, resulterade i en effektiv absorption av colchicin.

## Användning
Colchicin har en hämmande effekt på celldelningen och därför försöksvis kommit till användning inom cancerbehandling. Störst betydelse har denna effekt dock inom genetik och växtförädling, där drogen rutinmässigt har använts för att skapa celler med fördubblat kromosomantal. På detta sätt kan man erhålla växtindivider med mångdubblade kromosomtal, s.k. polyploider, vilka många gånger kan utvecklas till nya och bättre växtsorter.
Kolkicin eller kolchicin är ett antiinflammatoriskt läkemedel, från början framställt från växten tidlösa (Colchicum autumnale). Det används vid inflammatoriska sjukdomar som gikt och är huvudbehandlingen vid sjukdomen familjär medelhavsfeber. 
Verkningsmekanismen vid gikt är framför allt hämning av intracellulär organellförflyttning i vita blodkroppar (neutrofila granulocyter och makrofager). 
. Den verksamma substansen är en alkaloid . En vanlig biverkan vid behandling är diarré. 